# 🟫
🟫 is een teken uit de Unicode-karakterset dat een bruin vierkant voorstelt. Deze emoji is in 2019 geïntroduceerd met de Unicode 12.0-standaard, als onderdeel van het Unicodeblok Geometrische figuren, uitgebreid.

## Betekenis
Deze emoji geeft een bruin blokje weer. De bestaansreden ervan is uiteindelijk om te kunnen dienen als een soort prefix in emojisequenties om een bepaalde kleur van bepaalde emoji's af te kunnen dwingen, alhoewel tot 2022 er nog geen RGI ZWJ-sequenties zijn die gebruik maken van deze kleurprefixen. In het geval van de bruine kleur moet men deze blokjes niet verwarren met de karakters 🏻 (U+1F3FB) tot 🏿 (U+1F3FF), die huidskleurtinten in de Fitzpatrick-schaal weergeven. Die karakters kunnen in 2022 wel in RGI sequenties gebruikt worden om de tint van sommige emoji te veranderen.

## Codering

De Twemoji-implementatie

### Unicode
In Unicode vindt men 🟫 onder het codepunt U+1F7EB (hex).

### HTML
In HTML kan men in hex de volgende code gebruiken: &#x1F7EB;.

### Shortcode
In software die shortcode ondersteunt, zoals GitHub, kan het karakter worden opgeroepen met de code :brown_square:. In Slack is de shortcode :large_brown_square:

### Unicode-annotatie
De Unicode-annotatie voor toepassingen in het Nederlands (bijvoorbeeld een Nederlandstalig smartphonetoetsenbord) is bruin vierkant. De emoji is ook te vinden met de sleutelwoorden bruin en vierkant.